# Hải pháo 127 mm/50 Mẫu năm 3
Khẩu Hải pháo 12,7 cm/50 caliber Loại năm thứ 3 (50口径三年式12.7センチ砲 50 Kōkei san nen shiki 12.7-Senchi-hō) là hải pháo hạng trung của Hải quân Đế quốc Nhật Bản được sử dụng trong Chiến tranh thế giới thứ hai. Đây là vũ khí tiêu chuẩn của khu trục Nhật từ năm 1928 đến 1940 (từ lớp Fubuki đến lớp Shimakaze).Tuy mang danh là pháo đa năng nhưng do việc sử dụng thuốc súng dạng túi rời và việc nạp đạn bằng tay yêu cầu súng phải nạp ở độ nghiêng 5–10° đã làm giảm tốc độ bắn của súng xuống 5-10 viên trên phút và tốc độ quay còn 6° mỗi giây. Điều này gây khó khăn cho việc chống máy bay. Sau khi kết thúc chiến tranh, khẩu pháo này vẫn được sử dụng một thời gian cho hai chiếc khu trục Nhật trao cho Liên Xô và Trung Hoa Dân Quốc.

## Đặc Điểm
Khẩu 12,7 cm/50 caliber loại 3 sử dụng phương pháp đúc đa ống với 3 lớp (ban đầu) hay 2 lớp (sau này) cùng vòng nối khoan và rãnh.. Nó sử dụng khóa nòng ốc gián đoạn Welin. Đạn và thuốc được gắn thủ công trên khay nạp trước khi được đẩy bằng tay. Súng chỉ có thể được nạp ở độ nghiêng 5° tới 10°. Tất cả bệ súng đều sử dụng thang nâng đạn trực tiếp nhưng thuốc súng thì phải vận chuyển bằng tay.. Mỗi nòng pháo có vòng đời từ 550 đến 700 viên. Mỗi tháp pháo mang khoảng 120 viên.

### Bệ Súng
+Mẫu A
Loại súng này ban đầu được gắn trên tháp đôi ‘’Mẫu A’’ trên dòng Toku-gata. Đây là bệ súng kín chống thấm, chống vụn đạn, chống khí độc đầu tiên được trang bị trên tàu khu trục. Mỗi khẩu được đặt trên một bệ nâng riêng nên có thể nâng hạ độc lập.Tất cả tháp đôi có khối lượng 32 tấn. Tất cả bệ súng có tốc độ quay 6° mỗi giây và có tốc độ nâng từ 6° tới 12° mỗi giây.
Tháp đôi Mẫu A được gắn giáp mặt dày 9-12mm. Súng có thể hạ tới −5° và nâng tối đa tới +40°. Các bệ này được trang bị cho 10 chiếc khu trục Fubuki kiểu 1.
+Mẫu B

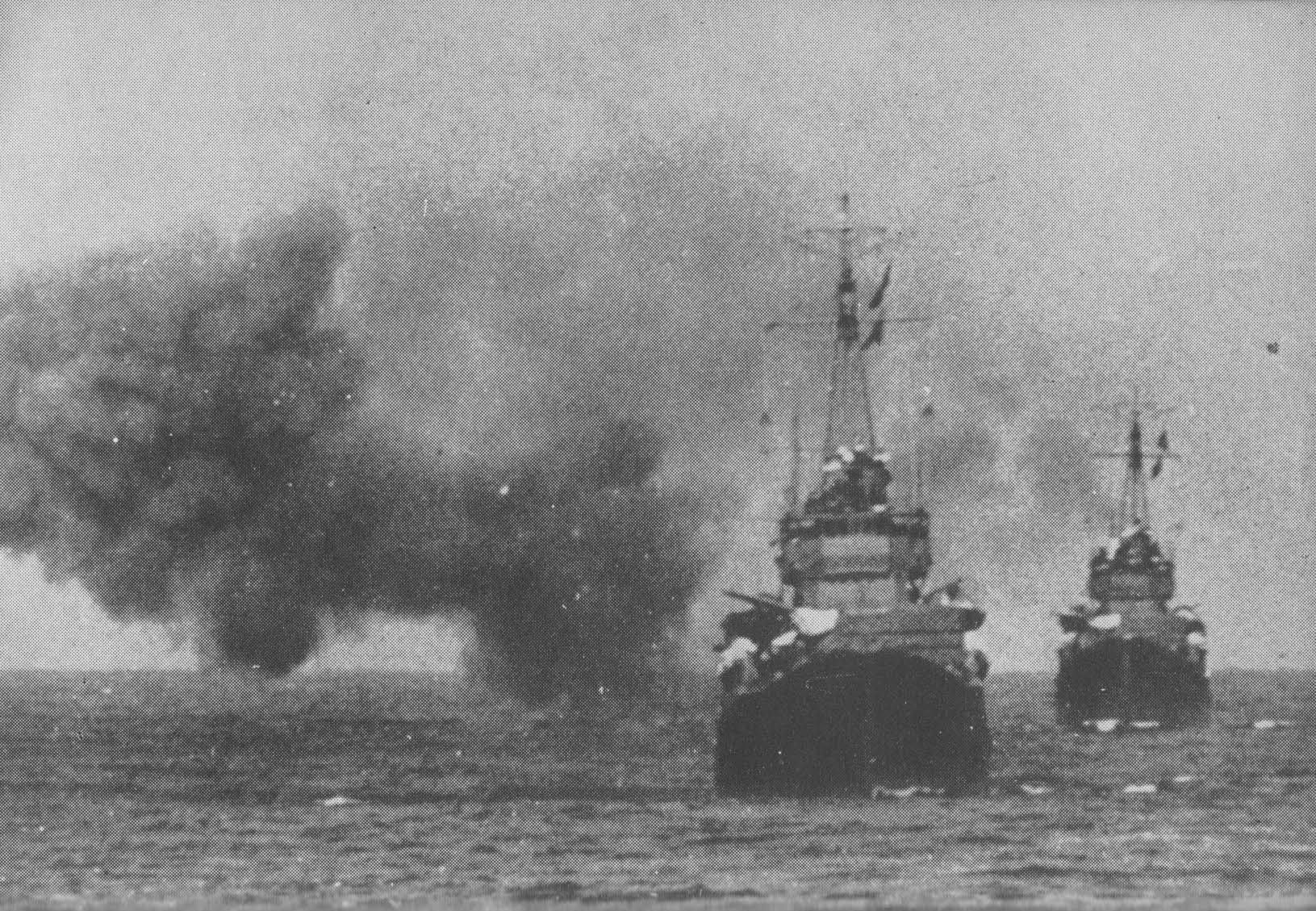
Pháo mẫu C gắn trên khu trục Shigure và Samidare hoạt động ngoài khơi bờ biển Bougainville trong quần đảo Solomon, vài giờ trước trận Hải chiến Vella Lavella vào ngày 7 tháng 10 năm 1943.

Tháp đôi  mẫu B tăng khả năng nâng nòng lên tới 75° và trang bị cho các Fubuki kiểu 2 cùng với Lớp Akatsuki. Nhằm giảm khối lượng bệ, giáp mặt bị giảm xuống còn 3,2mm nhưng chúng trở nên quá yếu để chống biển động mạnh nên đã được da cố thêm.
Bốn chiếc Hatsuharu đầu tiên sử dụng tháp Mẫu B bản 2.
+Mẫu C
Mẫu C với góc nâng nòng giảm còn 55° nhưng có thể hạ nòng tới −7° và nhẹ hơn các mẫu trước.
Hai chiếc Hatsuharu cuối cùng với Lớp Shiratsuyu, Lớp Asashio, Lớp Kagerō, sử dụng bệ này.
+Mẫu D
Mẫu D giữ nguyên góc hạ nòng của Mẫu C nhưng tăng góc nâng nòng về 75° của Mẫu B. 
Được sử dụng bởi Lớp Yūgumo và chiếc Shimakaze.
+Mẫu đơn
Bệ đơn của Mẫu A có khả năng hạ nòng xuống −7° và nâng nòng tới +75°, còn Mẫu B giảm góc nâng còn 55°.. Cả hai bệ có khối lượng khoảng 18,5 tấn. Mẫu A được trang bị cho lớp Hatsuharu còn Mẫu B thì cho lớp Shiratsuyu.

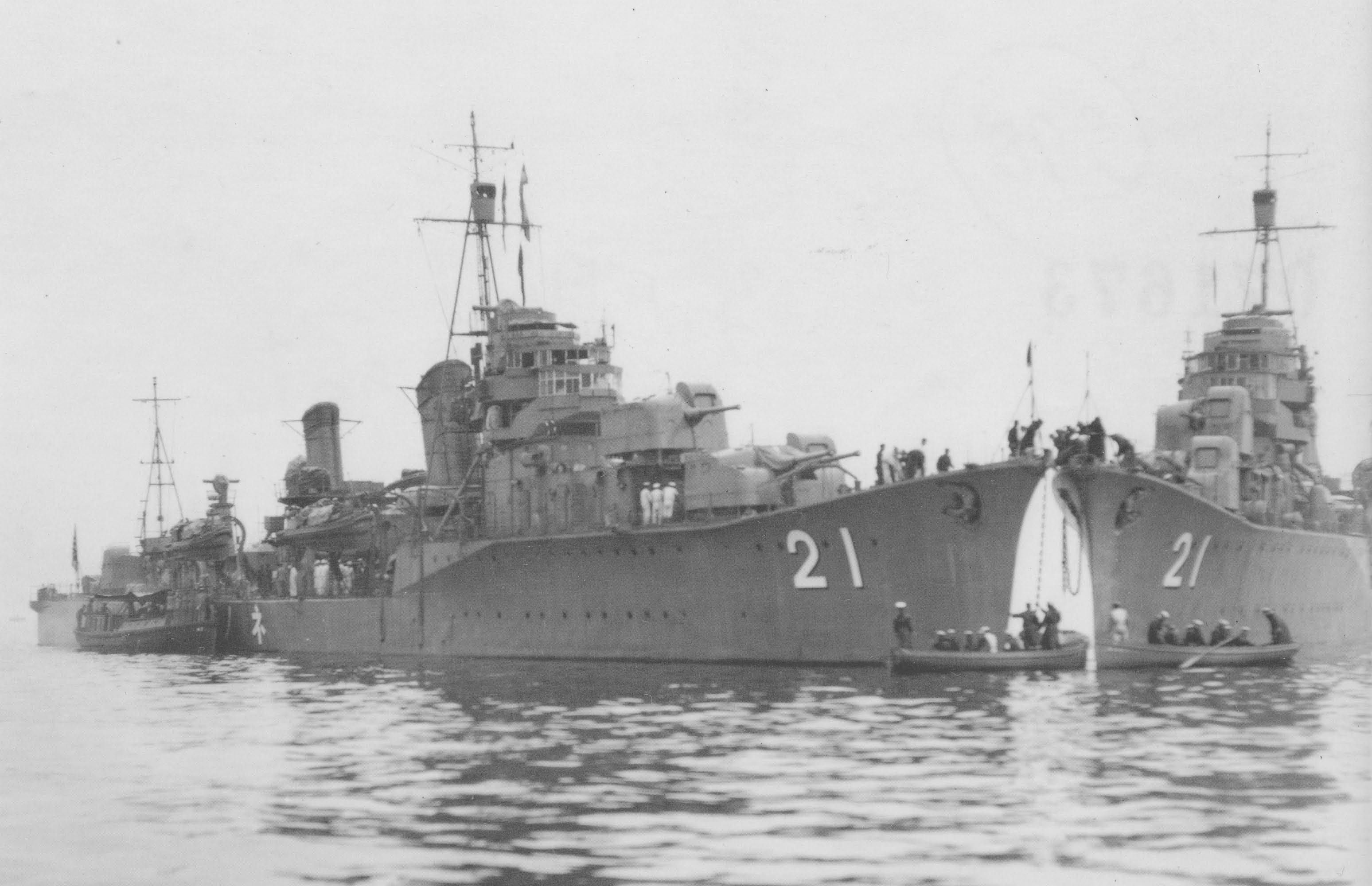
Bệ đơn của Mẫu A và bệ đôi của Mẫu B trên Nenohi

### Đạn
Loại súng này sử dụng đạn nổ mạnh 23kg, đạn phát sáng và đạn phân mảnh phát hỏa (Sankaidan) phòng không. Tất cả loại đạn này nặng 23kg và sử dụng thuốc súng 30 DC 7,7kg. Sau năm 1943, đạn đầu dẹp chống tàu ngầm cũng được đưa vào sử dụng. Đạn này có tầm bắn tối thiểu 0,8km và tối đa 4,3km. Một phiên bản đạn nổ mạnh nặng hơn và tĩnh giản hơn với tầm bắn 23km đang được phát triển khi chiến tranh sắp kết thúc..
| Tên Đạn                          | Khối Lượng | Khối Lượng Thuốc Nổ | Gia Tốc Tối Đa |
| -------------------------------- | ---------- | ------------------- | -------------- |
| Đạn chuẩn Loại 0, Nổ Mạnh        | 23 kg      | 1,88 kg             | 910–915 m/s    |
| Đạn chuẩn Loại 1, Nổ Mạnh        | 23 kg      | 2,2 kg              | 910–915 m/s    |
| Đạn chuẩn Loại 3, Phân mảnh      | 23 kg      | Không rõ            | 896 m/s        |
| Đạn chuẩn Loại 4, Phốt Pho Trắng | 23 kg      | Không rõ            | 896 m/s        |
| Phát sáng                        | 23 kg      | Không mang thuốc nổ | 750 m/s        |
| Chống Ngầm                       | 20,9 kg    | 4 kg                | 250 m/s        |
| Đạn nổ mạnh loại mới             | 27,9 kg    | 2,2 kg              | 910–915 m/s    |

## Ghi Chú
1. 1 2 3 4 5  Campbell, p. 192
2. 1 2 3  Lengerer, p. 105
3. ↑  Whitley, pp. 192–93
4. 1 2  Tony DiGiulian (ngày 19 tháng 3 năm 2009). "Japan 12.7 cm/50 (5") 3rd Year Type". Bản gốc lưu trữ ngày 21 tháng 7 năm 2009. Truy cập ngày 8 tháng 7 năm 2009.
5. ↑  NavTechJap Report USNTMJ-200E-0344-0416 20Report 200-1

## Dẫn Chứng
- Campbell, John (2002). Naval Weapons of World War Two. London: Conway Maritime Press. ISBN 0-87021-459-4.
- Evans, David C.; Peattie, Mark R. (1997). Kaigun: Strategy, Tactics, and Technology in the Imperial Japanese Navy, 1887–1941. Annapolis, MD: Naval Institute Press. ISBN 0-87021-192-7.
- Lengerer, Hans (2007). The Japanese Destroyers of the Hatsuharu Class. Warship 2007. London: Conway. tr. 91–110. ISBN 1-84486-041-8.OCLC 77257764
- Whitley, M. J. (1988). Destroyers of World War 2. Cassell Publishing. ISBN 1-85409-521-8.
- Scholarly Resources. (1983). Reports of U.S. Naval Technical Mission to Japan, 1945-1946. Wilmington, DE.

## Link Ngoài
- "Japan 12.7 cm/50 (5") 3rd Year Type". ngày 19 tháng 3 năm 2009. Truy cập ngày 8 tháng 7 năm 2009.